# Socha Františka II. Rákócziho (Košice)
Socha Františka II. Rákócziho v košickém Rodošte (Katova bašta) je bronzová socha Františka II. Rákócziho. Slavnostně ji odhalili 3. dubna 2006 u příležitosti 330. výročí Rákócziho narození (27. března 1676) a 100. výročí převezení jeho ostatků z tureckého Rodošta do Košic a jejich znovupochování v Dómu svaté Alžběty (29. října 1906).

## Popis
Rákócziho socha je vysoká 230 cm a váží 500 kg. Stojí na podstavci z leštěného granitu, který je vysoký 70 cm, široký 300 cm a váží 8 tun. Autorem plastiky je maďarský sochař Sándor Györfi z městečka Karcag.
Socha Františka II. Rákócziho je darem vlády Maďarské republiky městu Košice.